# Jakub Ibn Lajs as-Saffar
Jakub Ibn Lajs as-Saffar (840-879) – założyciel dynastii Safarrydów władającej w Sistanie.
Jakub, z zawodu kotlarz, wsławił się w walkach przeciwko charydżytom, zabijając ich przywódcę, którego głowę przesłał do kalifa w Bagdadzie. W uznaniu swoich zasług otrzymał władzę w południowo-wschodniej Persji. W roku 873 zdobył Niszapur. Następnie zaatakował bez powodzenia Bagdad i wycofał się do Chorasanu, gdzie zmarł w 879, przekazując władzę swojemu bratu Amr Ibn Lajsowi.